# Omolabus veracruensis
Omolabus veracruensis es una especie de coleóptero de la familia Attelabidae.

## Distribución geográfica
Habita en México.